# 多重对数函数
多重对数函数（英語：polylogarithm）是数学中一种特殊的幂级数，定义为：
{\displaystyle \operatorname {Li} _{s}(z)=\sum _{k=1}^{\infty }{z^{k} \over k^{s}}.}
一般来说，多重对数函数不像对数函数那样是一个初等函数。上述定义中，自变量|z| < 1，s对所有复数值有效。通过解析延拓，可以将z的定义域扩展到更大的范围。
|                                             |                                             |                                             |                                            |                                            |                                            |                                            |
| {\displaystyle \operatorname {Li} _{-3}(z)} | {\displaystyle \operatorname {Li} _{-2}(z)} | {\displaystyle \operatorname {Li} _{-1}(z)} | {\displaystyle \operatorname {Li} _{0}(z)} | {\displaystyle \operatorname {Li} _{1}(z)} | {\displaystyle \operatorname {Li} _{2}(z)} | {\displaystyle \operatorname {Li} _{3}(z)} |

s = 1時的多重对数函数可以用自然對數表示（Li1(z) = −ln(1−z)），s = 2和3的多重对数函数分別稱為dilogarithm及trilogarithm，其名稱的由來是多重对数函数表示為以下的遞迴積分式：
{\displaystyle \operatorname {Li} _{s+1}(z)=\int _{0}^{z}{\frac {\operatorname {Li} _{s}(t)}{t}}\,\mathrm {d} t.}
因此s = 2的多重对数函数可表示為自然對數的積分，以此類推。若其階數s為零或負的整數，其多重对数函数為有理函數。
多重对数函数出現在费米-狄拉克分佈及玻色-爱因斯坦分佈解析解的積分式中，因此也稱為费米-狄拉克積分或玻色-爱因斯坦積分。